# Pístov (Chodová Planá)

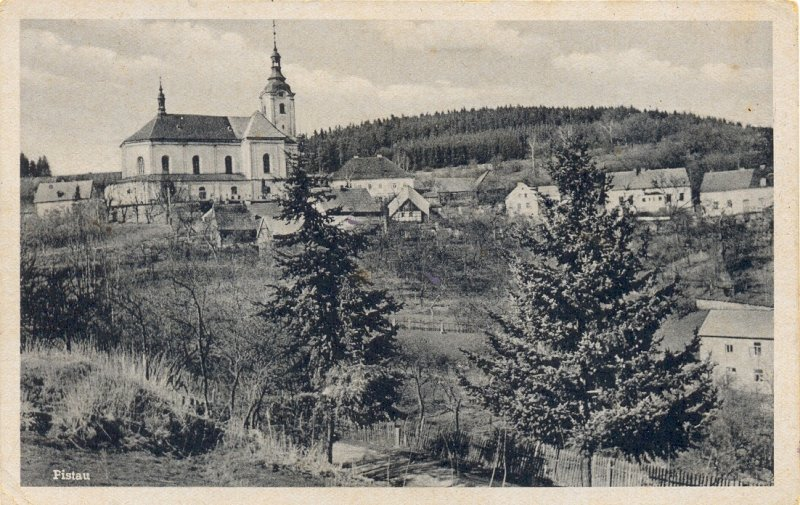
Pístov. Ansichtskarte um 1920

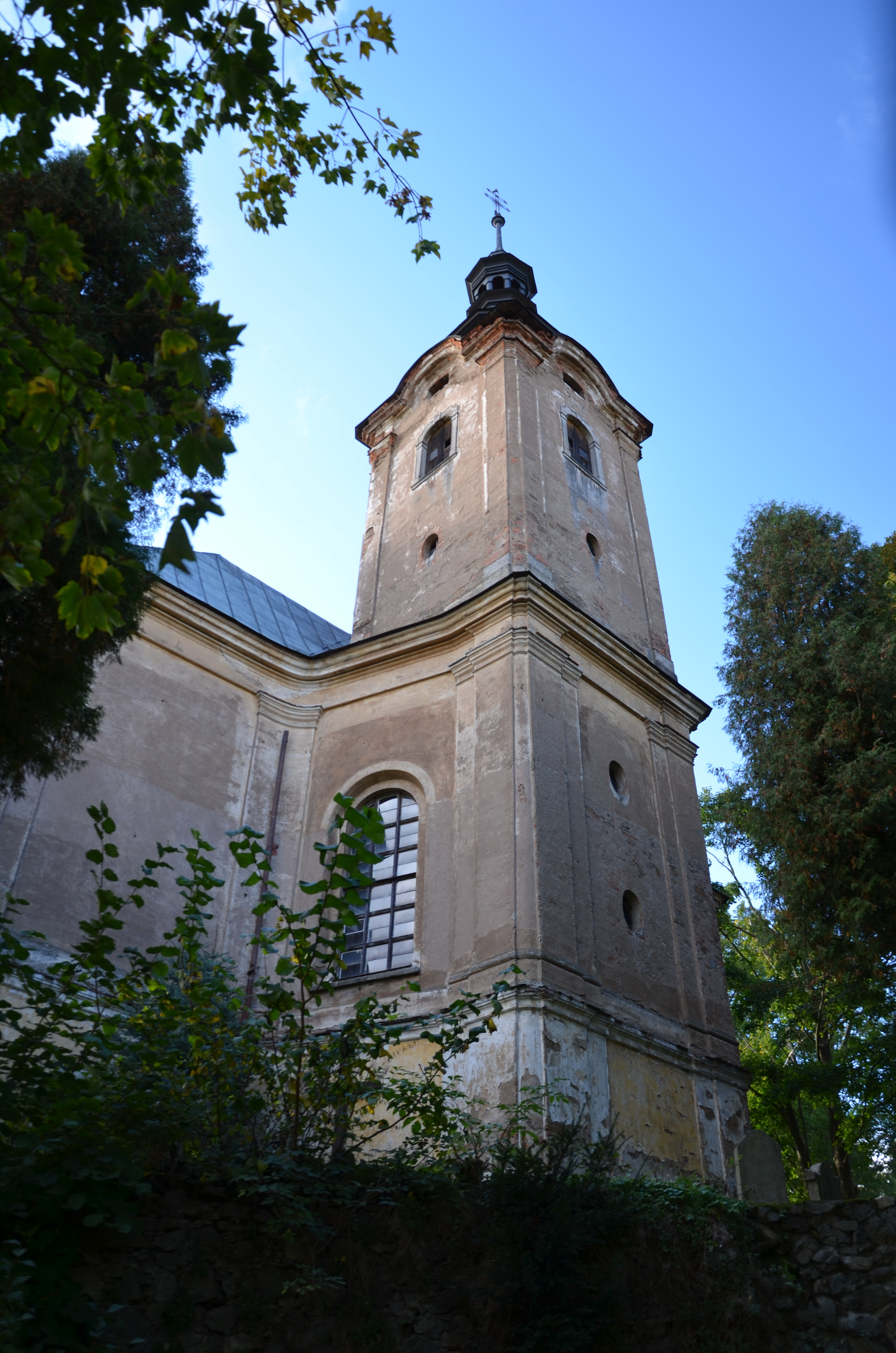
Kirchturm an der Ostseite der Kirche

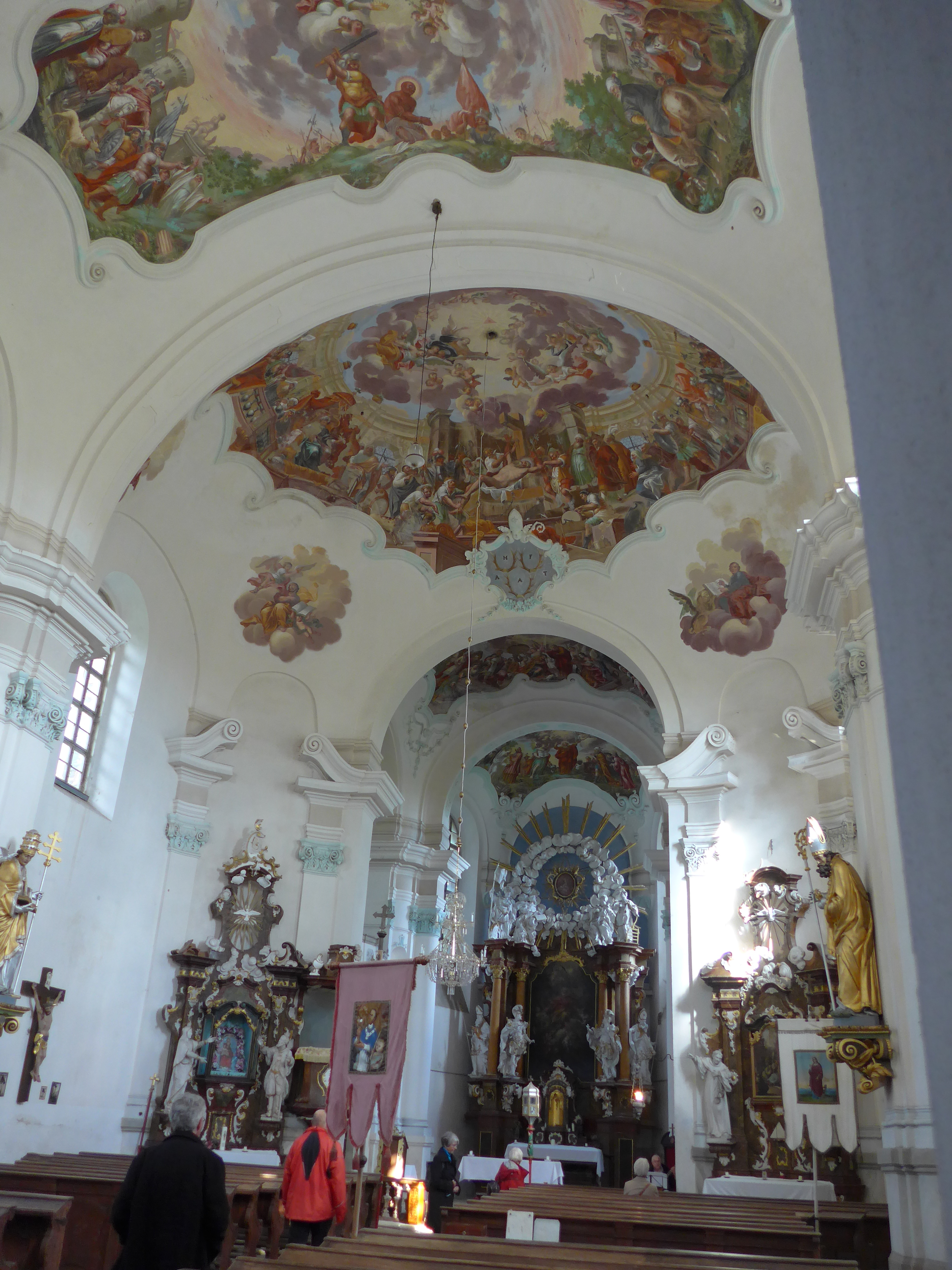
Deckenmalerei von Elias Dollhopf

Pístov (deutsch Pistau) ist ein Ortsteil von Chodová Planá in Tschechien. Das Dorf liegt südöstlich von Marienbad im Kaiserwald. Kulturell bedeutend ist der Ort durch die barocke Wallfahrtskirche St. Bartholomäus und ihre Ausmalung.

## Geschichte
Die erste urkundliche Erwähnung von Pístov erfolgte 1359. Vor der Vertreibung der Deutschen aus der Tschechoslowakei 1946 gab es um die 100 Bewohner, die teils vom Bergbau in der Region, teils vom örtlichen Pilgerverkehr lebten.
Im April 1945 wurden aus den Außenlagern Lengenfeld und Zwickau des Konzentrationslagers Flossenbürg 1450 Männer und 150 Frauen zu einem Todesmarsch gezwungen. Nach acht Tagen wurden sie am 13. April 1945 auf der Straße zwischen Martnau und Hollewing irrtümlich von einem amerikanischen Tieflieger beschossen.
Die Leichen der 16 sofort Umgekommenen und der etwa 50 Verletzen, die von den SS-Wachmannschaften brutal erschossenen worden waren, wurden von Einwohnern aus Pistau am Abend geborgen und in einem Massengrab im Wald hinter dem Friedhof beerdigt. 1946 wurden die Toten dann auf dem Friedhof Pistau bestattet. An die Opfer erinnert ein Denkmal am nördlichen Dorfrand.

## Wallfahrtskirche
Vom gotischen Vorgängerbau ist nichts mehr erkennbar. Im 14. Jahrhundert gingen Ort und Kirche in den Besitz des Stiftes Tepl über. 1750 bis 1765 wurde ein anspruchsvoller spätbarocker Neubau errichtet. Als Architekten werden „die Dientzenhofer“ genannt, ob aber Kilian Ignaz Dientzenhofer († 1751), der letzte namhafte Vertreter der berühmten Baumeisterfamilie, wirklich hier noch Pläne lieferte, müsste erst noch archivalisch nachgewiesen werden. Pístov war die zentrale Pfarrei für mehrere umliegende Gemeinden.

### Baubeschreibung
Der Sakralbau liegt in beherrschender Position über dem Ort. Über dem Altarraum erhebt sich ein Turm mit reich profilierter Haube und bekrönender Laterne. Die drei von Bündelpfeilern gegliederten Joche des Langhauses sind mit Böhmischen Kappen überwölbt. Ihre von Elias Dollhopf in illusionistischer Manier ausgeführten Deckengemälde scheinen sich in den Himmel zu öffnen, unter dem Szenen aus der Legende des Hl. Bartholomäus gezeigt werden. Auch das Gemälde auf dem Hauptaltar stammt von Dollhopf. Ein niedrigerer Umgang führt hufeisenförmig um das  Kirchenschiff herum. Seine Funktion dürfte mit den damaligen Wallfahrtsgebräuchen zu tun haben. Hier stammen die Deckenmalereien der 1770er Jahre von J. O. Schmidt aus dem nahen Plan. Sie illustrieren verschiedene Marienwunder, die sich in der Gegend abgespielt haben sollen und in denen das Mitführen oder Berühren von Heiligenbildern, die von einem textilen Skapulier gehalten wurden, eine rettende Rolle spielte.

### Zustand

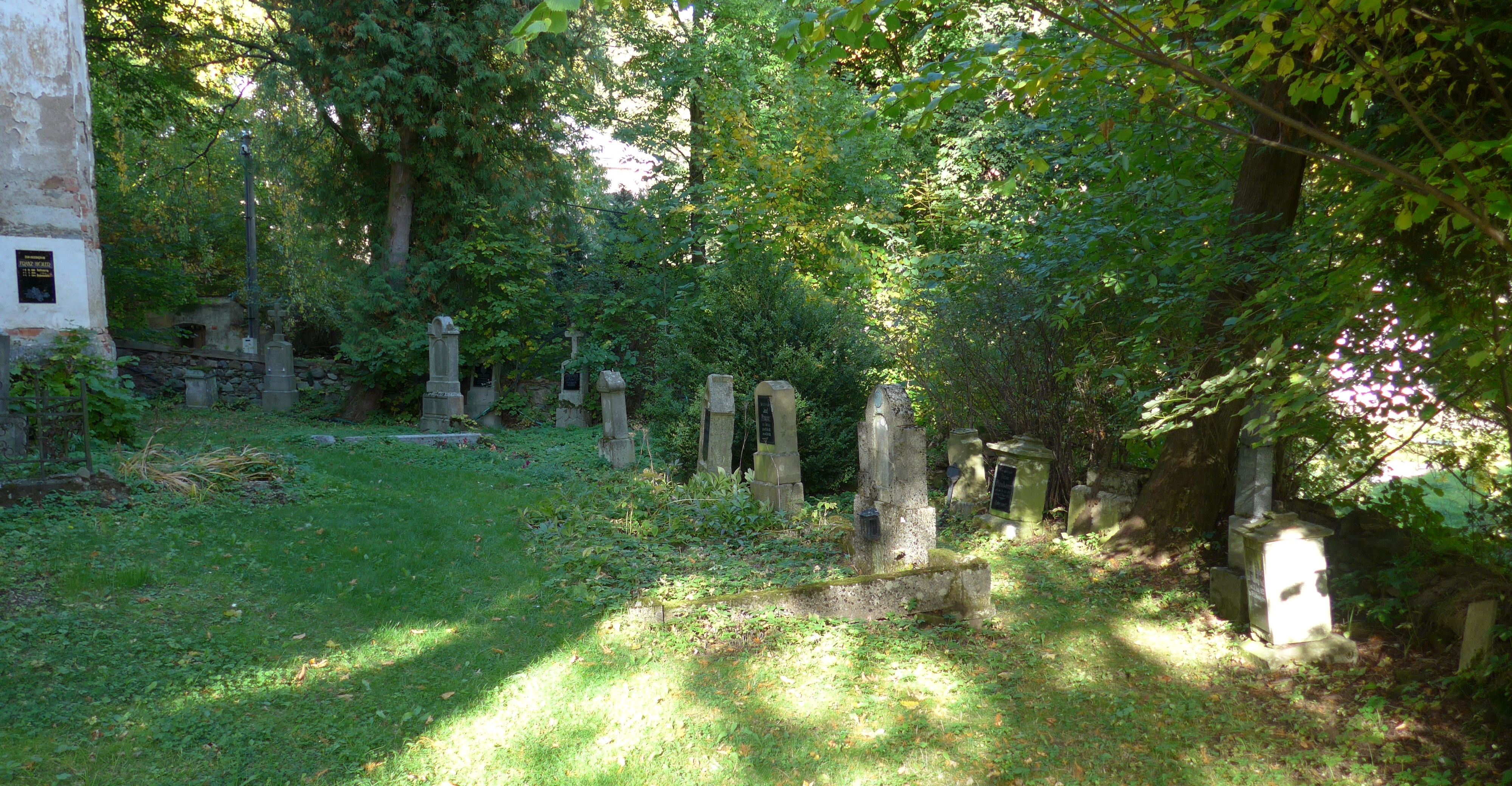
Friedhof mit Grabsteinen aus der Zeit vor 1945

Die Kirche wird nur noch selten gottesdienstlich genutzt oder von Pilgern besucht, ist aber durch Privatinitiativen im Inneren erhalten, auch das Dach wurde neu gedeckt. Bis zu seinem Tod am 23. November 2022 hatte sich der Arzt Jan Špeta aus Pistov unter Einsatz privater Mittel um Erhaltung, bauliche Sicherung und Restaurierung gesorgt. Beschädigungen weisen nur die Außenhaut der Kirche und die westlichen Joche des Umgangs auf, wo sich 1945 Volkssturmleute verschanzt hatten, auf die amerikanische Soldaten zurückschossen. Auch der Friedhof mit den Grabsteinen deutscher Familien aus der Zeit vor 1945 ist noch vorhanden.